# Ernest Pérochon
Ernest Pérochon, född 24 februari 1885, död 10 februari 1942, var en fransk författare.
I debutromanen Les creux de maison (1913; Severin) tecknar Pérochon gripande bondeproletariatet i Vendée. Från denna sin hembygd har han senare hämtat motiv till en rad berättelser, som gav honom en bemärkt plats inom fransk regionalism. Mest kända är Nêne (1920, belönad med Goncourtpriset) och La parcelle 32 (1922). Chemin de plaine (1922) är en sentimental, lätt satirisk skollärardagbok som filmatiserades 1924. Hembygden under första världskriget skildras i Les gardiennes, som filmatiserades 2017 med den svenska titeln Beskyddarna.

## Verk (svenska översättningar)
- Nêne (Nêne) (översättning Valdemar Langlet, Norstedt, 1921)
- Jordlotten 32 (La parcelle 32) (översättning Hugo Hultenberg, Norstedt, 1922)
- Severin (Les creux-de-maisons) (översättning Tore Ekman, Tiden, 1923)